# دوري ساموا الأمريكية لكرة القدم
دوري ساموا الأمريكية لكرة القدم هو الدوري الوطني لكرة القدم في ساموا الأمريكية، .البطل الحالي هو نادي سي كيو بي سي.